# Spirinchus lanceolatus
Spirinchus lanceolatus, es un pez de aguas profundas, un género de la familia de los osmeridae. Se trata de un pez anádromo  de agua salada que sólo vive en las aguas de Hokkaido, Japón. El cuerpo del pez sauce es alargado, de unos 15 cm de largo, con una longitud máxima registrada de 70 cm y plano por los lados. Sus ojos son grandes y las escamas son pequeñas. La aleta dorsal está centrada, la aleta adiposa es baja y larga, y la aleta anal se ubica detrás y debajo de la aleta dorsal. Los machos son más grandes que las hembras y durante la temporada de desove, el cuerpo cambia a un color marital y se vuelve negro. Generalmente es oscuro en el dorso con una parte inferior blanca plateada.
Debido a la disminución de las capturas en los últimos años, se ha intentado criar comercialmente este pez en Japón. Es utilizado tanto en la cocina japonesa como en la china.